# هاجیمه هوسوگای
هاجیمه هوسوگای (به انگلیسی: Hajime Hosogai) بازیکن فوتبال اهل ژاپن و عضو تیم ملی فوتبال ژاپن است که در تاریخ ۰۸ اکتبر ۲۰۰۹ میلادی اولین بازی ملی‌اش را انجام داد. او در ۱۸ بازی ملی حضور داشت و آخرین بازی ملی خود را در تاریخ ۱۴ نوامبر ۲۰۱۲ میلادی انجام داد. هاجیمه هوسوگای در بازی‌های ملی‌اش
۱ گل به ثمر رساند.